# Naszód
Naszód (románul Năsăud, németül Nussdorf vagy Nassod, szászul Nassendref) város Romániában, Erdélyben, Beszterce-Naszód megyében.

## Fekvése
Besztercétől 20 km-re északnyugatra, a Nagy-Szamos partján fekszik.

## Nevének eredete
Valószínűleg személynévi eredetű és összefügg Naszvad nevével. Első említése 1334-ből való (Nazwad).

## Története
Határában római torony alapjait tárták föl.
A középkorban szászok lakták. 1450-ben fatemplomáról (capellam ligneam cum sepultura) van említés. 1717-ben a tatárok felégették templomát és 56 házát.
1753-ban lakóinak többsége már ortodox vallású román volt. A határőrség szervezésekor lakosságcserét hajtottak végre a későbbi Naszód vidéke és Beszterce vidéke között. A Naszód vidéki szászokat és magyarokat a bányászok kivételével Beszterce vidékére, a Beszterce vidéki románokat pedig Naszód vidékére költöztették át. Ezzel párhuzamosan szigorúan végrehajtották a vidéken élő románság vallási unióját, vagyis a román papokkal elfogadtatták a katolikus hitelveket.
1763-ban a második román határőrezredhez csatolták, amelynek 1788-ban vált állandó székhelyévé. A vidéken katonai közigazgatást vezettek be. Későbbi iskolavárosi jellegének alapjait az 1766-ban alakult ún. triviális iskola és 1784-től a normaiskola jelentették, amelyben a 10–18 éves fiúkat altisztté és hivatalnokká képezték. Ezeknek köszönhetően az ezred tiszti- és altiszti karának egyre nagyobb hányadát töltötték be román parasztcsaládok sarjaival. 1826-ban leányiskolát szerveztek a határőrtisztek és a hivatalnokok lányai számára. Az eredetileg 1765-ben alapított kicsiny szeszfőzdét 1838-ban vette meg Joseph Reichel orláti serfőző, és sörgyárrá alakította át, amely a 20. századig működött. 1814-ben fogadót, 1851-ben gyógyszertárat alapítottak benne. Hetipiaca a görögkatolikus egyházközséget gazdagította: az egyház alakította ki az árusító helyeket, majd 1839-től hivatalosan is bérelte a vásárvámot.
1848 nyarán, Erdély Magyarországhoz csatolása után a magyar kormány egy határőrzászlóaljat indított útnak a szerb fölkelők ellen. Az általános zavarban a zászlóalj meg is jelent állomáshelyén, de miután megtagadta az eskü letételét Magyarországra, az év végén hazaengedték. Július 10-én a határőrök nagygyűlésen szövegezték meg kéréseiket az uralkodóhoz. Ezek a következők voltak: tarthassák meg ezrednyelvüket és vallásukat, rendelkezhessenek szabadon megművelt földjeik felett, az erdők, a legelők, valamint a kocsmák és a mészárszékek bérleti díja kerüljenek a közösség tulajdonába, iskoláikban hozzanak létre új tanári állásokat a matematika és a magyar nyelv tanítására, az ezred két képviselőt küldhessen az eljövendő országgyűlésekre és végül az ezred nevében a Wallachisch szót változtassák Rumänischre. Szeptember 8-án érkezett meg a városba Karl von Urban ezredes Latour hadügyminiszter azon megbízásával, hogy a román határőrezredekre és a népfölkelésre építve nyisson második frontot Erdélyben a magyar forradalom ellen. Urban követeket küldött az erdélyi vármegyék falvaiba, akik útján a magyar újoncozással való szembeszállásra és arra buzdította a parasztokat, hogy jelentkezzenek Naszódon a császár szolgálatára. Szeptember 13-ára gyűlést szervezett, amelyen kimondatta a Monarchiából való kiszakadásra törő magyar kormánnyal szembeni engedetlenséget. Másnap nyilatkozatban jelentette be százezer román fölfegyverzését. A következő hónapokban Naszód vált a román fölkelés központjává. A falvak ideérkező küldötteinek Urban ún. pazsurát (román pajură 'sas'), oltalomlevelet adott, amely ígérete szerint mentességet biztosított a hatóságokkal szemben. Az egyes vidékek felkelői ide hurcolták az elfogott magyar tisztviselőket és földbirtokosokat.
Az 1849. január 2-án bevonuló Bem feloszlatta Naszód vidékét. Urban Bukovinába vonult, de február végén visszafoglalta a várost és vidékét. Riczkó Ignác besztercei főparancsnok csapatai március végén ismét megszállták és nagy részét felégették. 1851-ben, Ferenc József rendelete nyomán végleg megszűnt a határőrezred. A volt határőri birtokok jövedelmét a vidék iskoláinak fönntartására rendelték.
1861-ben újraszervezték Naszód vidékét és élére román főkapitányt helyeztek, Alexandru Bohățel személyében. A vidék hivatalos nyelvévé is a románt választották. 1859-ben alapított tanítóképzője mellé 1863-ban, a császár által két évvel korábban a közösség számára elkülönített javakból létrehozták román tannyelvű, görögkatolikus jellegű gimnáziumát. 1871-ben hivatalosan is létrejött az ún. naszódi vagyonközösség. A magyar pénzügyminiszter és a 44 korábbi határőrközség közötti szerződés értelmében a kincstári tulajdonú volt katonai ingatlanok és 100 ezer forintért cserébe a volt kincstári erdők, kaszálók, hegyi legelők, a kocsmálás, a malmok utáni jövedelem és a haszonvétel más formái a Naszód vidéki iskolaalap, egy havas és a radnai bányák bevétele a Naszód vidéki ösztöndíjalap tulajdonát képezték. Az iskolaalapból nemcsak a naszódi gimnázium, de a monori, oláhszentgyörgyi, telcsi, zágrai és borgóprundi iskolák működési költségeit is fedezték. Az erdőbirtokok kezelését ugyan Bánffy Dezső 1890-ben átjátszotta az állam kezére, de jövedelmükből az alap később is osztalékot kapott.
Naszód vidéke informálisan a kiegyezés és az alkotmányos változások után is különleges helyzetet élvezett, egészen 1873-ig a központi szervek is románul érintkeztek vele. 1869-ben választókerületében a román nemzeti politikusok bojkottja miatt összesen két személy adta le voksát. 1876-ban a vidéket feloszlatták és Naszódot az ekkor létrehozott Beszterce-Naszód vármegye egyik járásának székhelyévé nyilvánították. 1886-ban mezővárosi státuszát is elveszítette.
A dualista rendszer megszilárdulásával a magyar politikusok és publicisták gyakran kérdőjelezték meg a vagyonközösség működésének jogi alapját és különösen a gimnázium viszonylagos függetlensége és román tannyelve bizonyult állandó botránykőnek. Ennek ellenére a város és iskolája a korszak végéig az erdélyi románság egyik kulturális központja maradt.
Lakóinak többsége mezőgazdaságból élt. Állattenyésztésének rangját jelzi, hogy a pinzgaui fajtát Erdélyben sokáig „naszódi pirostarka”-ként ismerték. Pénzintézetei közül elsőként 1873-ban jött létre az Aurora, majd 1894-ben a Naszódvidéki Takarék- és Hitelintézet és 1899-ben a Mercur. 1888-ban a kis római katolikus egyházközség plébánosa a német helyett a magyart vezette be a prédikáció és az énekek nyelveként. Zsidók az 1850-es évektől költöztek be, részben Entrádámból, részben Galíciából. A két csoport csak az 1880-as évektől egyesült közös hitközségben.
1897 és 1914 között Ioan Ciocan, a gimnázium, az iskola- és az ösztöndíjalap igazgatója, a pesti tudományegyetem román tanszékének tanára képviselte az országgyűlésben, a Szabadelvű Párt, majd a Nemzeti Munkapárt padsoraiban. 1906–1907-ben megépült a Bethlent Óradnával összekötő, Naszódot is érintő vasútvonal.
1927-ben nagy tűzvész pusztította. 1938-ban átadták a várost Dornavátrával összekötő vasútvonalat.
1944 májusának elején állították föl a gettót. A deportálásból kb. száz túlélő tért vissza, de többségük az 1950-es évek elején kivándorolt.
Liviu Rebreanu Ion című regényében Armadia néven szerepel.

## Népessége

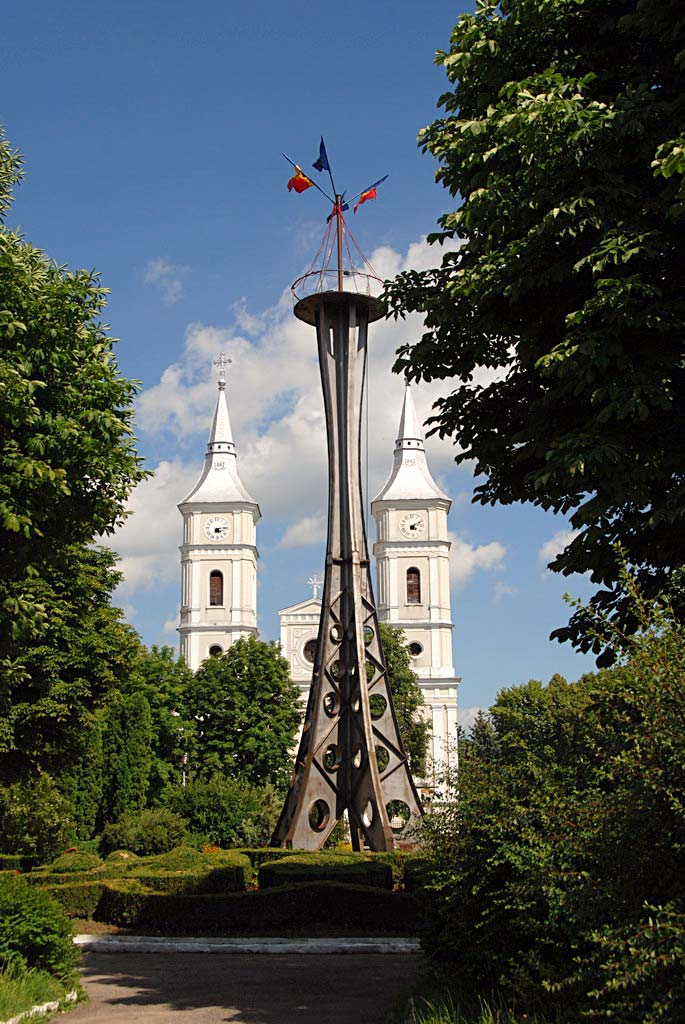
A volt görögkatolikus templom a város főterén

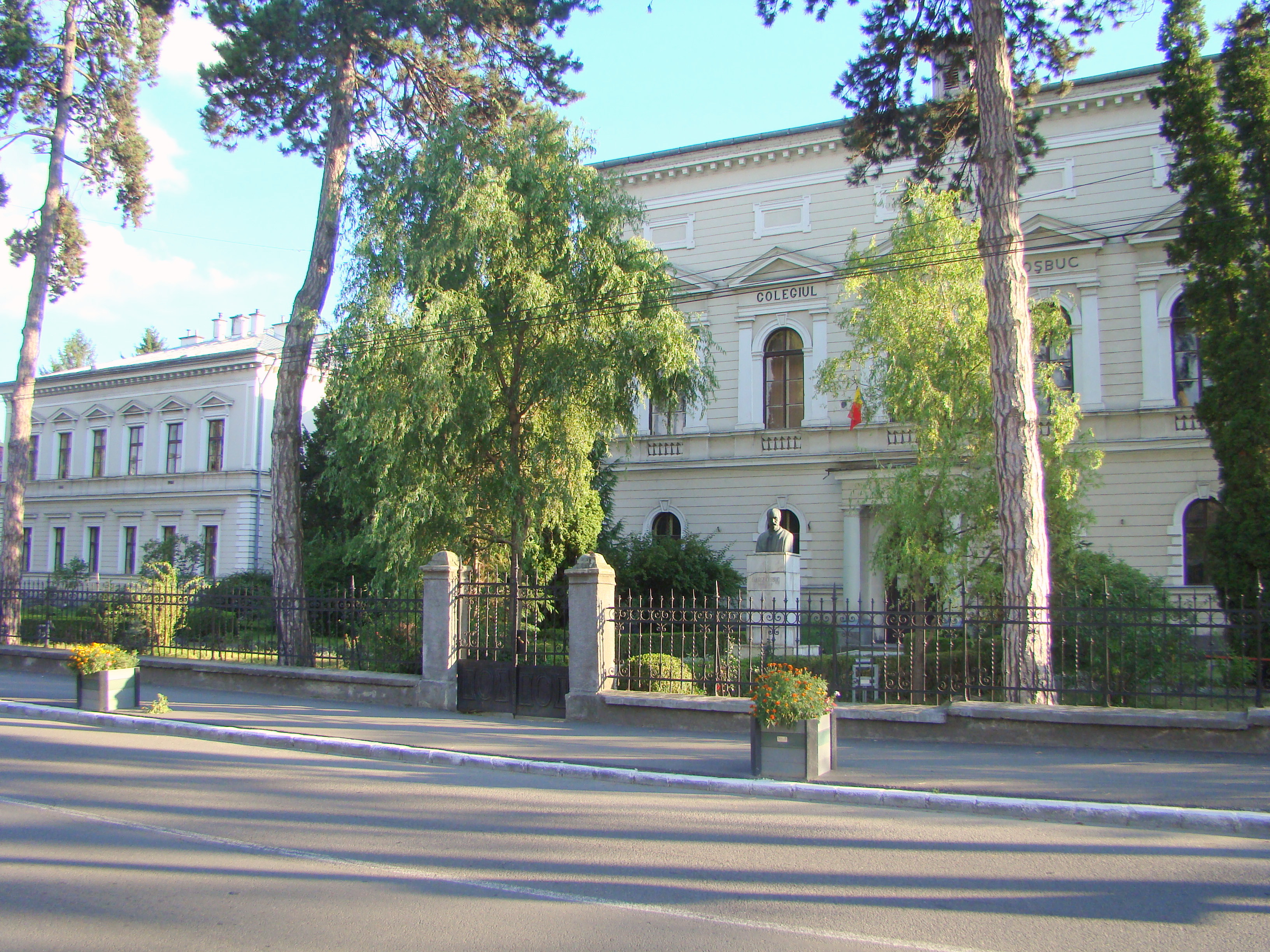
A gimnázium

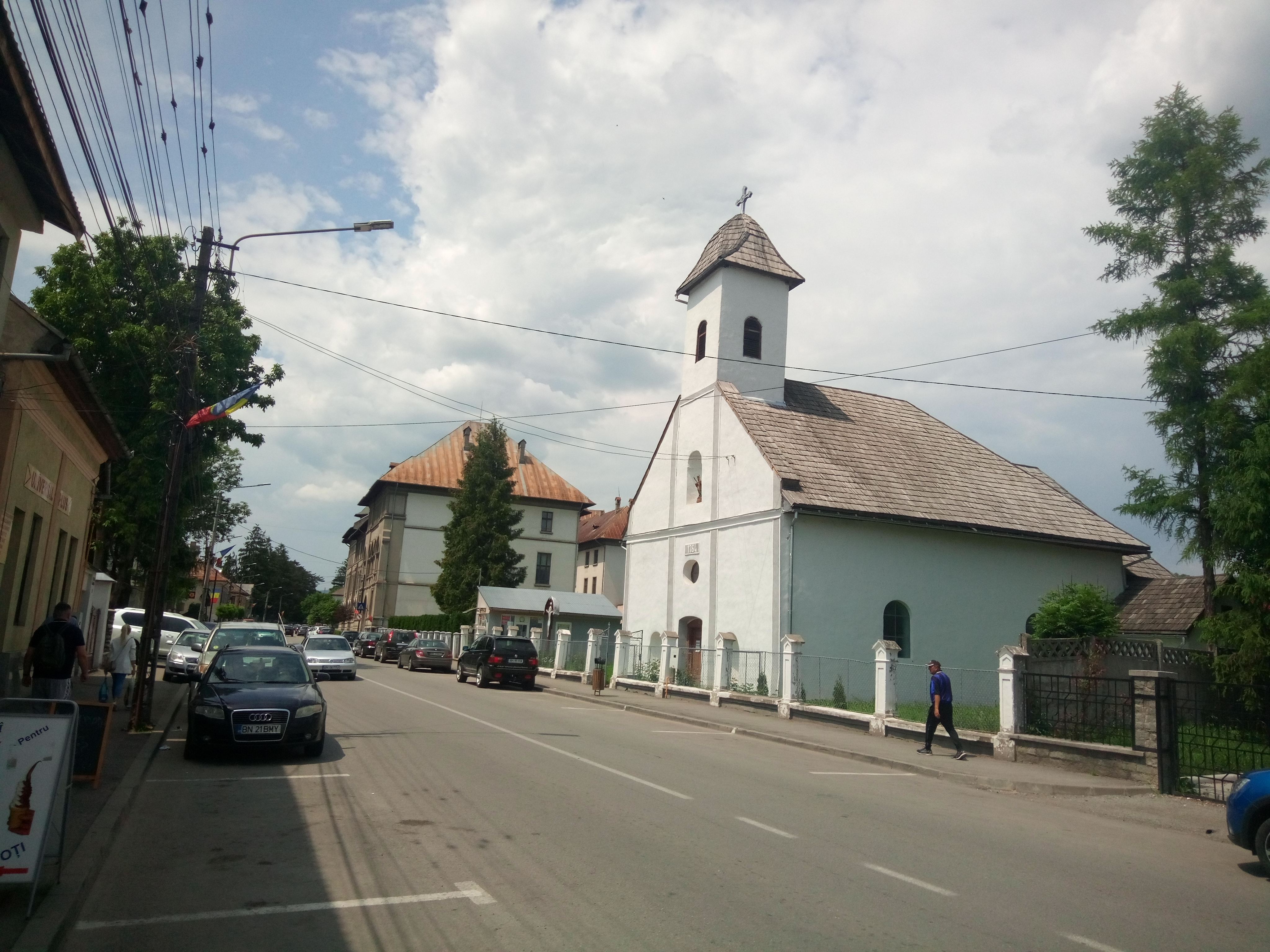
Római katolikus templom

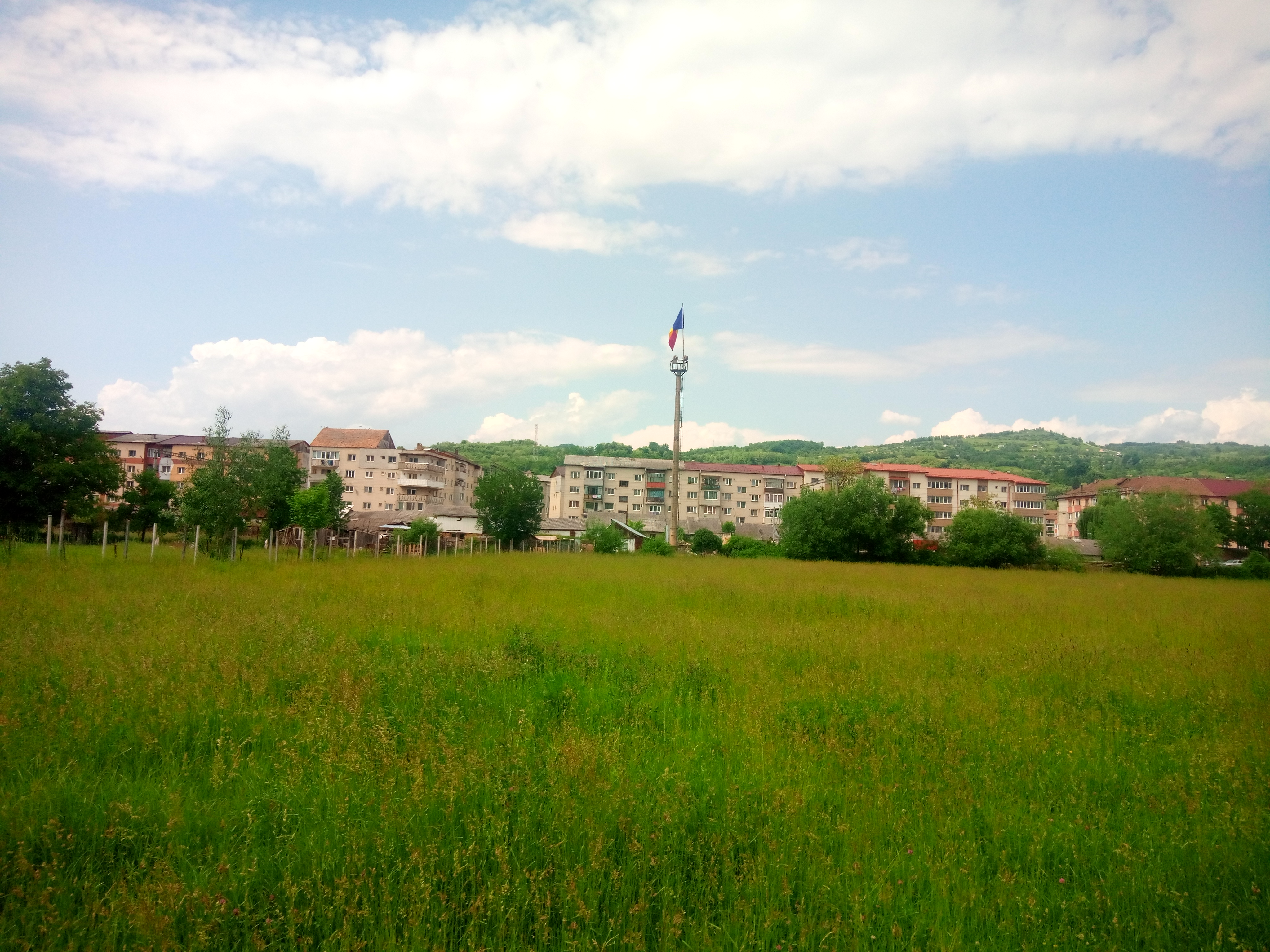
Lakótelep a város keleti részén

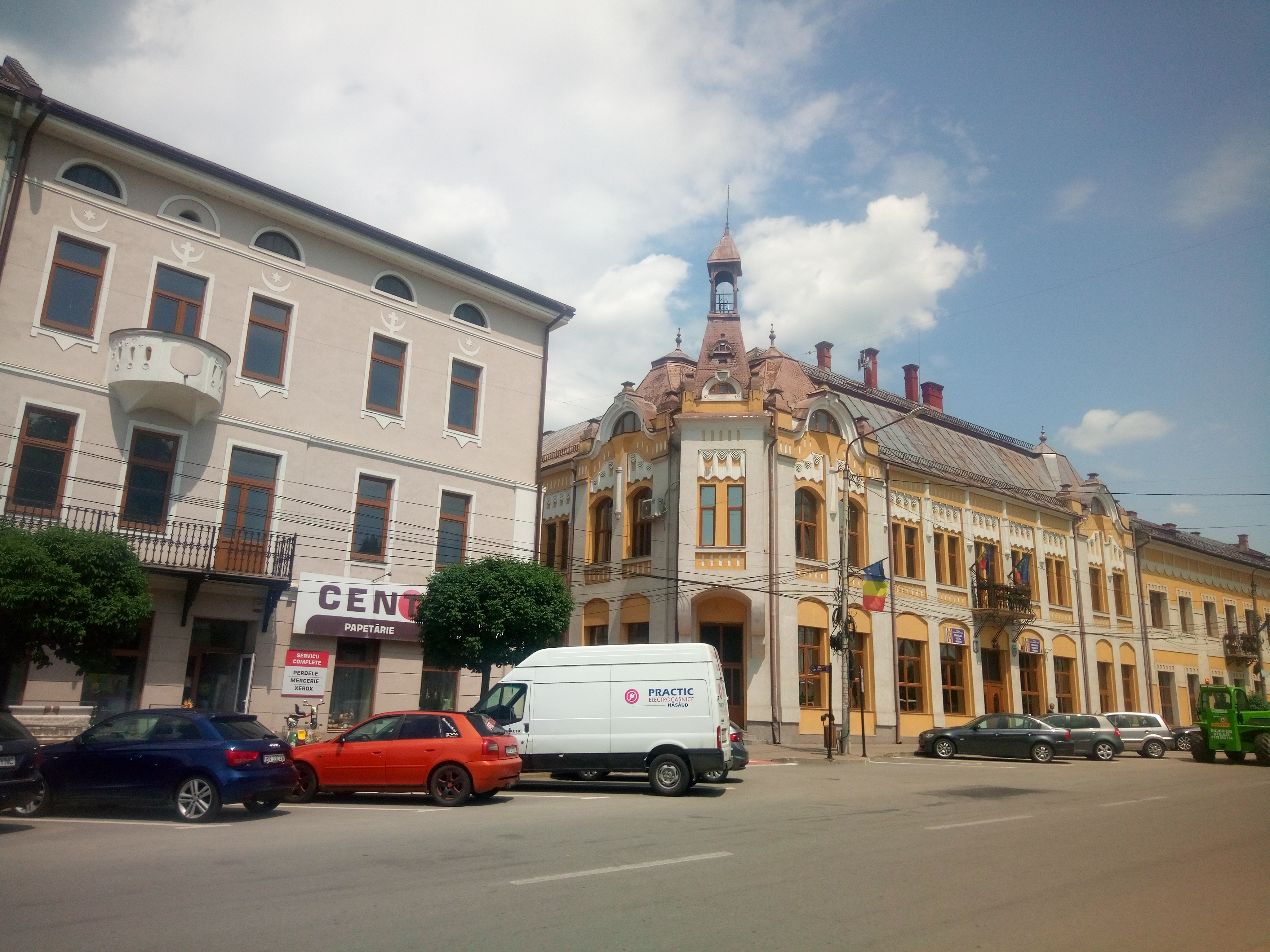
Városháza

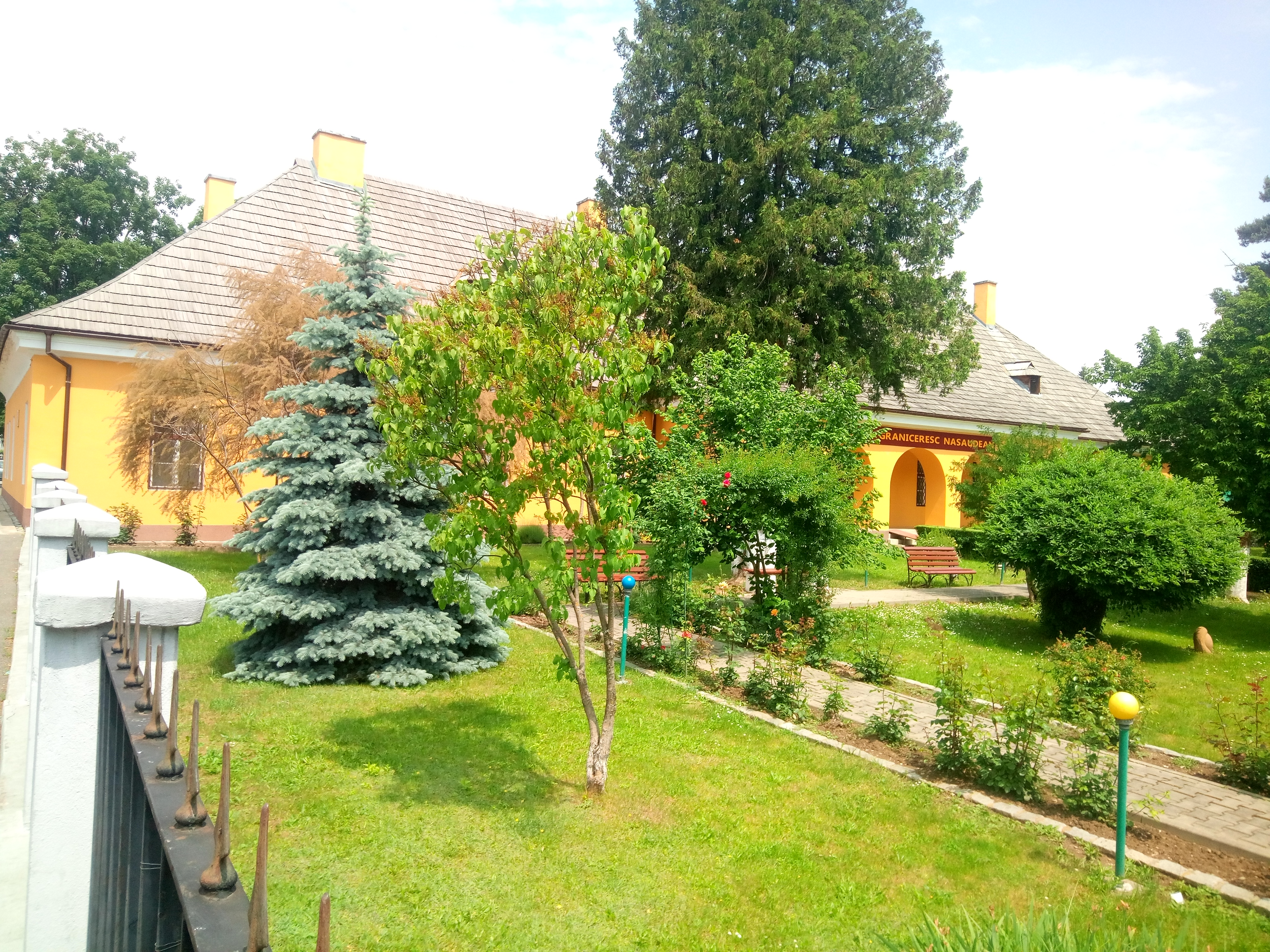
Határőrmúzeum

- 1850-ben 1359 lakosából 1236 volt román, 87 német és 30 magyar nemzetiségű; 1233 görögkatolikus, 100 római katolikus és 25 evangélikus vallású.
- 1900-ban 3142 lakosából 2367 volt román, 565 magyar és 197 német anyanyelvű; 2290 görögkatolikus, 463 zsidó, 152 római katolikus, 127 református, 63 evangélikus és 38 ortodox vallású. A lakosság 56%-a tudott írni-olvasni és a nem magyar anyanyelvűek 20%-a beszélt magyarul.
- 2002-ben 9154 lakosából 8707 volt román, 329 cigány és 99 magyar nemzetiségű; 7972 ortodox, 465 pünkösdista, 277 görögkatolikus, 145 római katolikus, 129 baptista és 63 református vallású.

## Látnivalók
- A határőrezred központi kaszárnyájának 18. századi épületében ma a Határőrmúzeum működik.
- A római katolikus templom 1770-ben, a csendőrség (eredetileg határőrkaszinó és fogadó) 1814-ben, a főtéri ortodox (volt görögkatolikus) templom 1880 és 1884 között, a református templom 1885-ben, a gimnázium 1882 és 1888 között épült.

## Gazdaság
- Két legjelentősebb ipari üzeme az 1978-ban alapított műanyaggyár tevékenységét folytatja. A Somplast[12] polietilén csöveket, fóliákat, hordókat és edényeket, a Plastinvest[13] polietilén csomagolóanyagokat gyárt.
- A városban gyártanak még keféket és autóelektronikai berendezéseket is.

## Oktatás
- A George Coșbuc Főgimnázium a nagy múltú gimnázium utódintézménye, gyakorló iskola.
- Közigazgatási szakközépiskola.
- Erdészeti szakiskola.

## Híres emberek
- Itt született 1847-ben Lászlóffy Géza, Lászlóffy Aladár Kossuth-díjas erdélyi magyar költő, író, műfordító, szerkesztő és Lászlóffy Csaba József Attila-díjas költő, novellista, drámaíró, műfordító dédapja.[14]
- Itt született 1850-ben Veronica Micle költőnő, Mihai Eminescu szerelme.
- Itt született 1894-ben Engelberg Oszkár belgyógyász orvos és orvosi szakíró.
- Itt született Oláh Tibor (1921–1996) kritikus, irodalomtörténész, műfordító.
- 1773-ban, 1784-ben és 1786-ban meglátogatta II. József.
- A gimnázium diákja volt George Coșbuc, Miron Cristea, Iuliu Hossu, Emil Isac, Ioana Nicolaie, Liviu Rebreanu és Grigore Silași.

## Képek

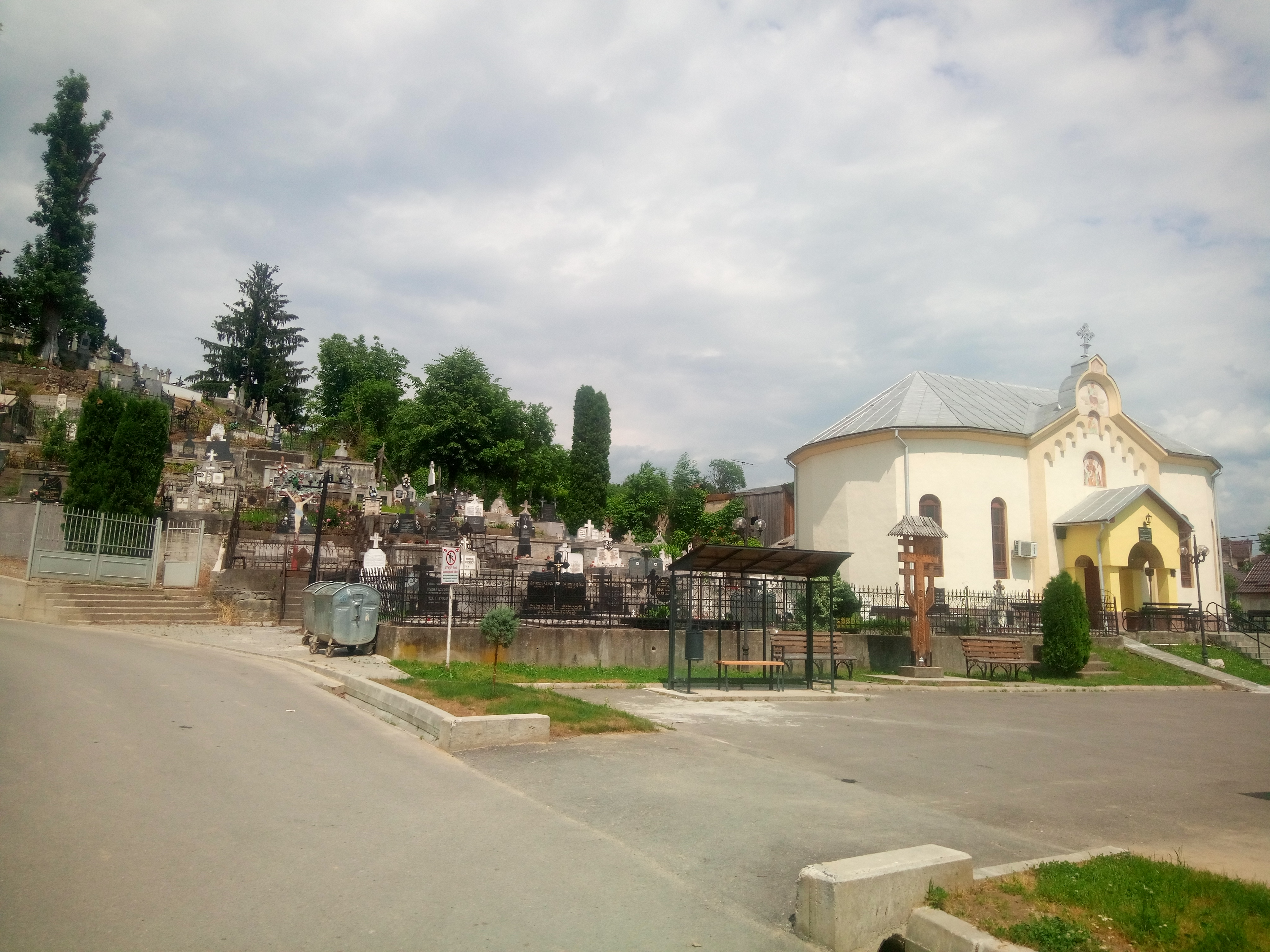
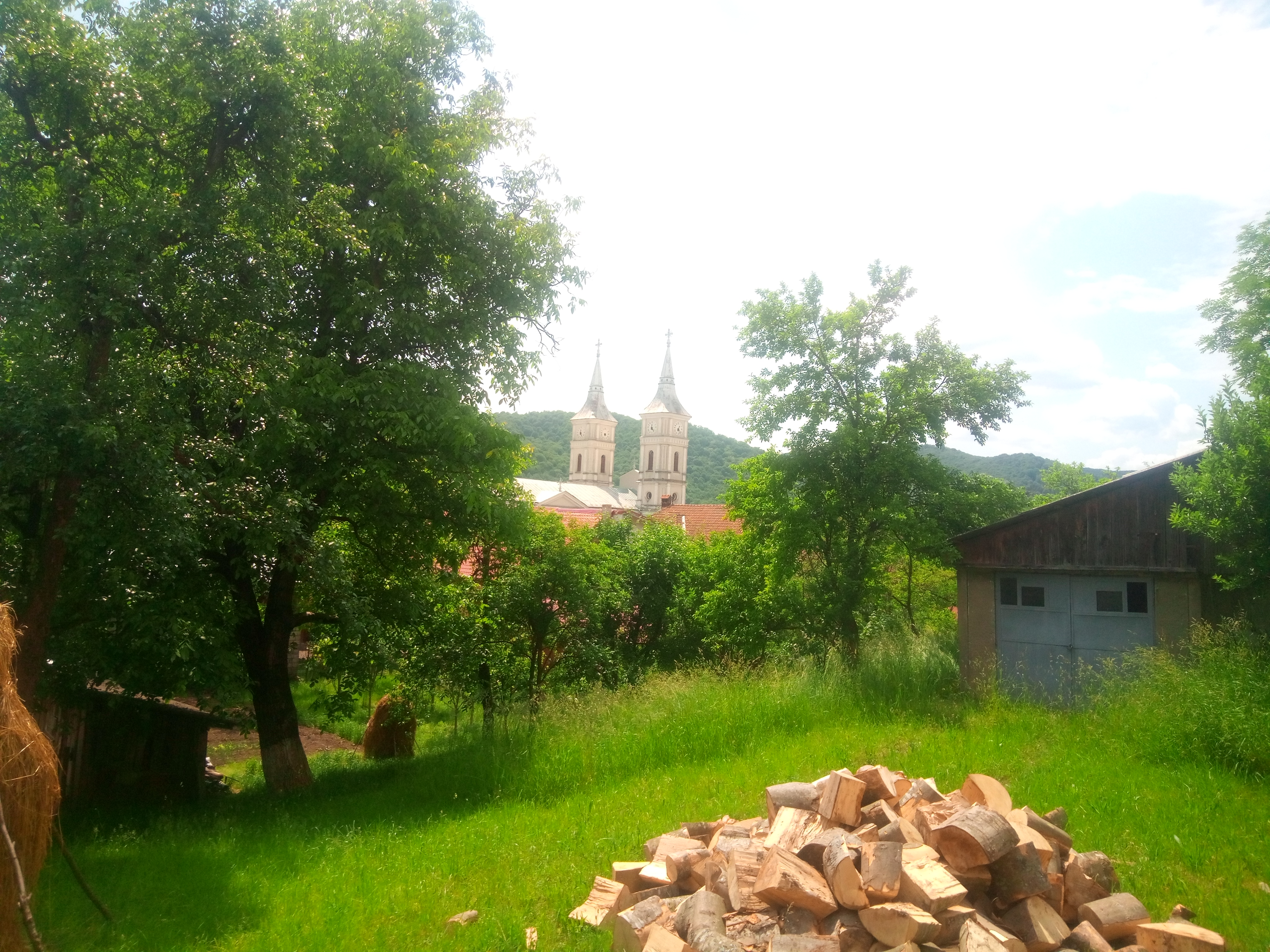
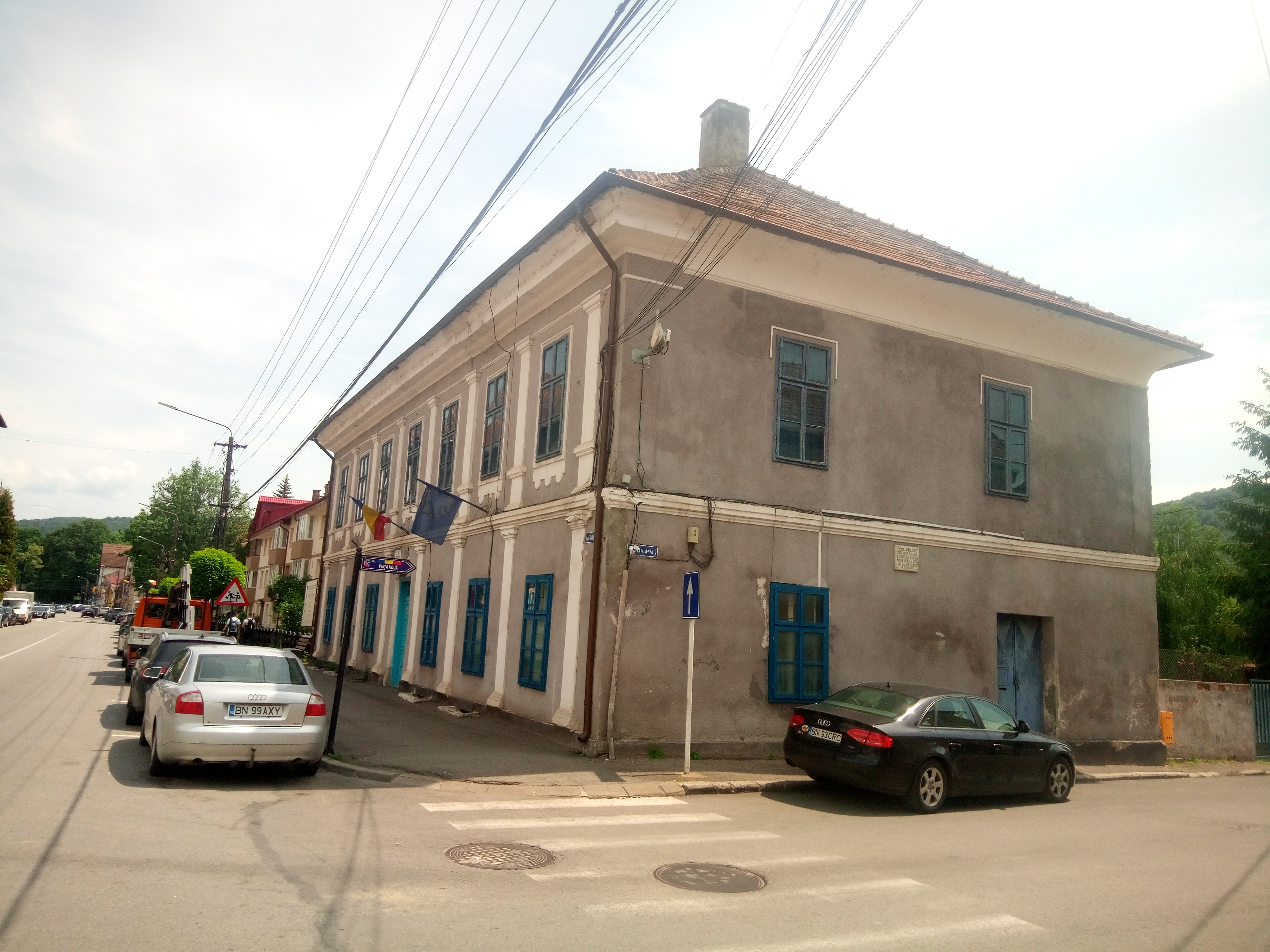
Csendőrség, volt Rahova szálló
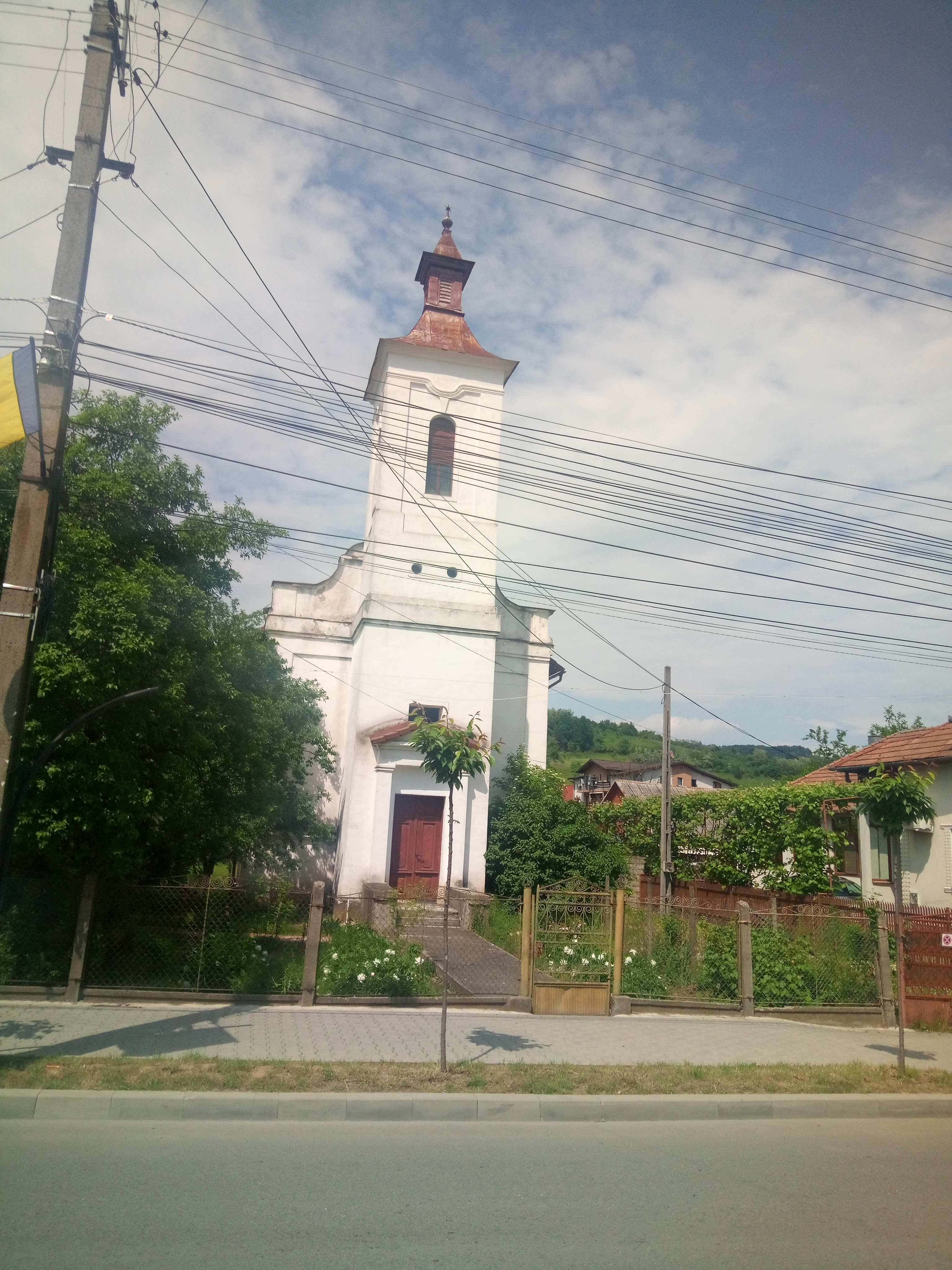
Református templom
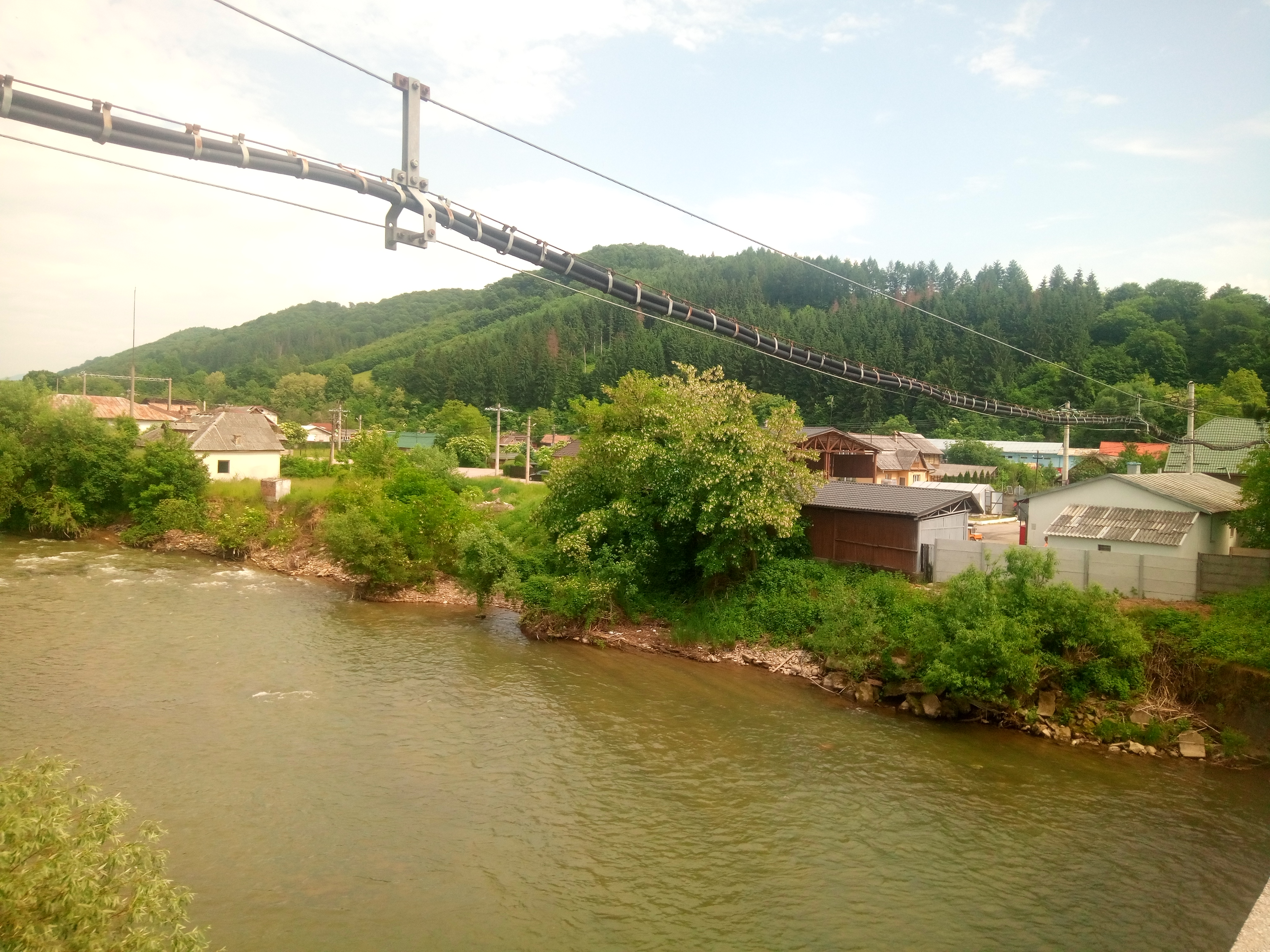
Az egykori Entrádám település helye
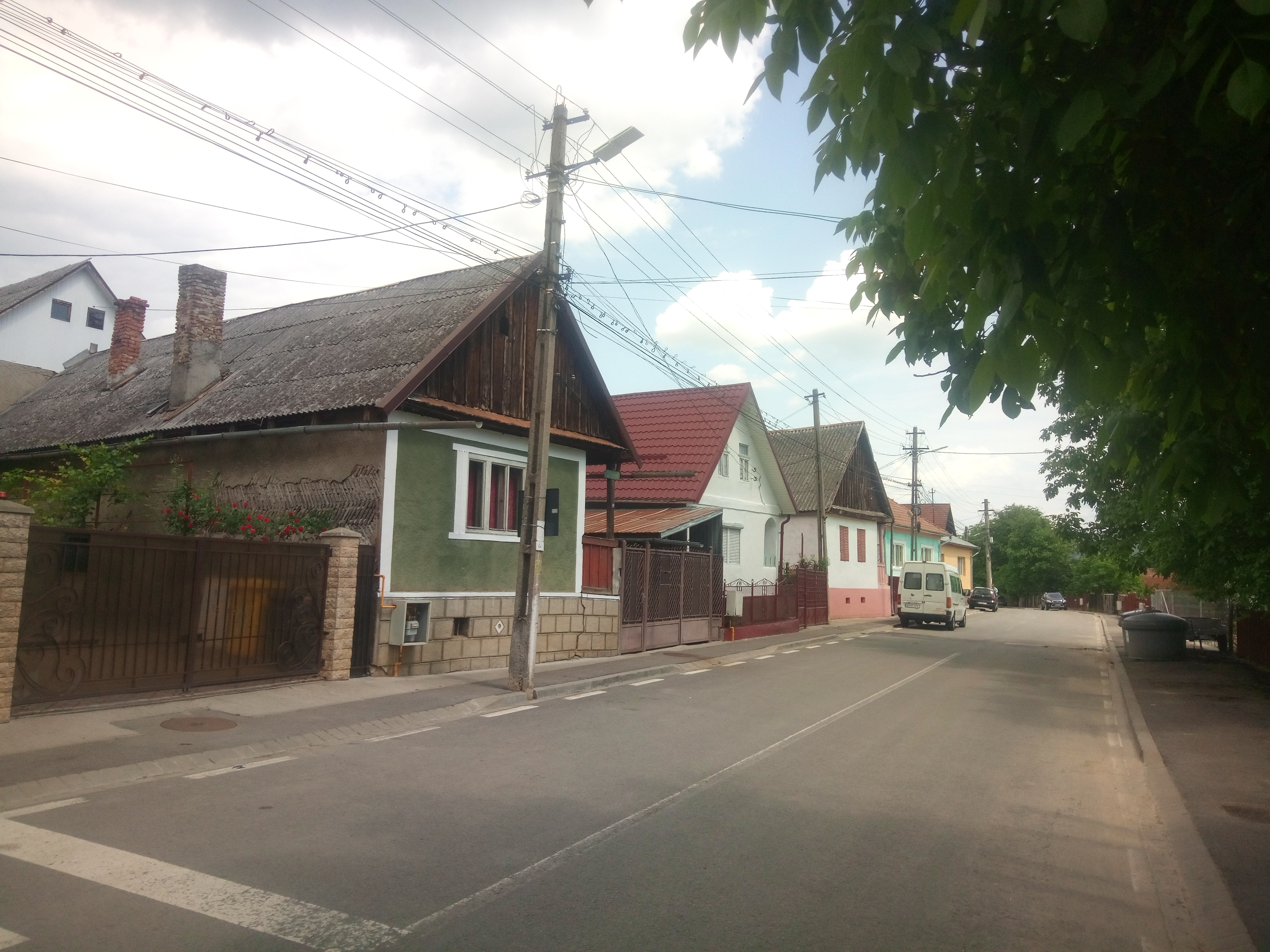